# Lestodiplosis maculipennis
Lestodiplosis maculipennis är en tvåvingeart som beskrevs av Greene 1941. Lestodiplosis maculipennis ingår i släktet Lestodiplosis och familjen gallmyggor.
Artens utbredningsområde är Ohio. Inga underarter finns listade i Catalogue of Life.